# Victory (Modern Talking)
Victory är Modern Talkings elfte album och gruppens femte efter återföreningen 1998. Två singlar släpptes från detta album, Ready for Victory och Juliet.

## Låtar
| Nr  | Title                                              | Length |
| --- | -------------------------------------------------- | ------ |
| 1.  | "Ready For The Victory" (Dieter Bohlen)            | 3:31   |
| 2.  | "I'm Gonna Be Strong" (Dieter Bohlen)              | 3:30   |
| 3.  | "Don't Make Me Blue" (Dieter Bohlen)               | 3:52   |
| 4.  | "Juliet" (Dieter Bohlen)                           | 3:37   |
| 5.  | "Higher Than Heaven" (Dieter Bohlen)               | 3:33   |
| 6.  | "You're Not Lisa" (Dieter Bohlen)                  | 3:05   |
| 7.  | "When The Sky Rained Fire" (Dieter Bohlen)         | 3:41   |
| 8.  | "Summer In December" (Dieter Bohlen)               | 3:36   |
| 9.  | "10 Seconds To Countdown" (Dieter Bohlen)          | 3:20   |
| 10. | "Love To Love You" (Thomas Anders)                 | 3:29   |
| 11. | "Blue Eyed Coloured Girl" (Dieter Bohlen)          | 4:13   |
| 12. | "We Are The Children Of The World" (Dieter Bohlen) | 3:16   |
| 13. | "Mrs. Robota" (Dieter Bohlen)                      | 3:27   |
| 14. | "If I..." (Dieter Bohlen)                          | 4:50   |
| 15. | "Who Will Love You Like I Do" (Dieter Bohlen)      | 4:01   |